# Пйотровиці (Освенцимський повіт)
Пйотровиці (пол. Piotrowice) — село в Польщі, у гміні Пшецишув Освенцимського повіту Малопольського воєводства.
Населення — 2277 осіб (2011).
У 1975—1998 роках село належало до Бельського воєводства.

## Географія
У селі бере початок річка Ловичанка.

## Демографія
Демографічна структура станом на 31 березня 2011 року:
|          | Загалом | Допрацездатний вік | Працездатний вік | Постпрацездатний вік |
| -------- | ------- | ------------------ | ---------------- | -------------------- |
| Чоловіки | 1153    | 270                | 766              | 117                  |
| Жінки    | 1124    | 233                | 666              | 225                  |
| Разом    | 2277    | 503                | 1432             | 342                  |